# Pär Zetterberg
Pär Johan Zetterberg (Falkenberg, 14 ottobre 1970) è un ex calciatore svedese nel ruolo di centrocampista.

## Carriera

### Club
Zetterberg ha cominciato a giocare a calcio con la squadra della sua città, il Falkenberg, entrando nelle giovanili a 7 anni. Nel 1986, dopo aver disputato sette gare con la prima squadra del Falkenberg, viene notato dai belgi dell'Anderlecht, che lo comprano. Tre anni dopo esordisce nella Jupiler League. In totale ha giocato 12 stagioni all'Anderlecht, praticamente tutta la sua carriera, tranne due anni in prestito al Charleroi (dal 1991 al 1993) e tre all'Olympiakos, in Grecia (dal 2000 al 2003).
Ha abbandonato l'attività dopo la stagione 2005-2006, all'età di 35 anni. Attualmente lavora nello staff tecnico dell'Anderlecht.

### Nazionale
Zetterberg ha totalizzato 30 presenze e 6 gol per la Nazionale svedese. Ha debuttato in nazionale nel 1993, mentre l'ultima presenza è datata 1999. Non ha partecipato a nessun torneo internazionale di rilievo.

## Palmarès

### Club
- Campionato belga: 6

Anderlecht: 1990/91, 1993/94, 1994/95, 1999/00, 2003/04, 2005/06
- Supercoppe del Belgio: 2

Anderlecht: 1993, 1995
- Coppe del Belgio: 1

Anderlecht: 1993-1994
- Coppa di Lega belga: 1

Anderlecht: 1999/2000
- Campionato greco: 3

Olympiakos: 2000/01, 2001/02, 2002/03

### Individuale
- Calciatore dell'anno del campionato belga: 2

1993, 1997
- Calciatore svedese dell'anno: 1

1997